# Hydraena hainzi
Hydraena hainzi är en skalbaggsart som beskrevs av Manfred A. Jäch 1988. Hydraena hainzi ingår i släktet Hydraena och familjen vattenbrynsbaggar. Inga underarter finns listade i Catalogue of Life.